# 현비 권씨
공헌현비 권씨(恭獻賢妃 權氏, 1391년 10월 26일~1410년 10월 24일)는 명나라의 3대 황제인 영락제 주체(朱棣)의 후궁으로, 조선인 공녀(貢女) 출신이다. 사후 공헌(恭獻)의 시호를 받았다.

## 생애
권집중(權執中)의 딸이자 권영균(權永均)의 누이이다.
1408년(태종 8년, 영락 6년) 조선에 흠차대신으로 온 명나라 환관 황엄이 귀국을 앞두고 '조선에 예쁜 처녀가 있거든 몇 명을 선택해 데려오라'고 했다는 영락제의 언급이 있었음을 귀뜸하니, 이에 태종이 즉시 진헌색(進獻色)을 설치하고 금혼령을 내려 각도(各道)에서 노비(奴婢)가 없는 양반(兩班)과 서인(庶人)의 딸을 제외한 13세~25세의 양가(良家)의 처녀를 선발하여 궁에 데려오도록 했다. 조선에서 명나라에 공녀를 진헌한 것은 이때가 최초로, 이는 이후 관례로 정착되어 조선 여성사의 수난으로 꼽힌다.
같은 해 11월 12일, 황엄과 함께 명나라로 떠나 다른 여인들과 함께 영락제의 후궁전에 머물다가, 1409년 2월 9일 조선의 진헌녀를 보기 위해 북경으로 돌아온 영락제와 처음 조우했다. 영락제는 그녀를 현비(賢妃)에 봉하고, 그 오라비 권영균(權永均)을 3품 광록시경(光祿寺卿)에 제수하여 채단(綵段) 60필, 채견(綵絹) 3백 필, 금(錦) 10필, 황금 2정(錠), 백은(白銀) 10정, 말 5필, 안장[鞍] 2면(面), 옷 2벌[襲], 초(鈔) 3천 장을 하사하였다. 《명사(明史)》 기록에 따르면, 백옥처럼 하얀 피부를 가진 권씨의 아름다움에 반한 영락제가 그녀에게 어떤 장기가 있느냐고 물었고, 권씨가 옥소를 꺼내 불자 아름다운 곡조가 울려 퍼져 영락제가 매우 기뻐했다고 전해진다.
권씨는 영락제의 각별한 총애를 받았으며, 죽은 황후를 대신하여 내명부일을 맡기게 하였다. 1407년에 사망한 권씨는 여미인 여씨와 함께 영락제의 북방 정벌에 동행하였다가 승리를 거두고 돌아오던 길에 중병을 얻었고, 1410년 10월 24일 산동 임성(臨城) 제남로(濟南路)에서 사망하였다. 영락제는 그녀의 죽음에 크게 비통해하여 친히 그녀의 제사를 지내주기도 하였다. 또한 1414년에는 '권씨를 질투한 조선의 다른 공녀 여미인(呂美人)이 권씨와 함께 영락제의 북방 정벌을 동행했던 길에 미리 내관을 통해 은장이에게 구했던 비상을 권씨의 호도차에 넣었기 때문에 권씨가 죽었다'며 은장이와 내관 6인을 모두 죽이고 여미인에게도 낙형(烙刑: 단근질)을 가해 죽게 만들었다. 이 사건은 이후 여씨 성을 가진 명나라 궁인이 조선 출신 여미인에게 동성애를 구애하였으나 들어주지 않자 여미인에게 원한을 품고 무고한 것이라는 사실이 드러났으며, 이를 어여(魚呂)의 난(亂)이라고도 한다.

## 기타
그녀를 묘사한 궁사(宮詞)가 존재한다.
玉琯携來玉殿吹(옥관휴래옥전취) - 옥피리를 꺼내 옥전에서 부니,

天生艶質自高麗(천생염질자고려) - 고려에서 온 타고난 미인이구나.

無端北狩蛾眉死(무단북수아미사) - 북벌에 나선 미인이 까닭 없이 죽고,

風雨荒城葬盛姬(풍우황성장성희) - 비바람 몰아치는 성에서 그녀의 장례가 한창이구나.